# 安菲特里忒号
安菲特里忒号，在此特指法国炮船Amphitrité号。
“安菲特里忒”是希腊神话中的海洋女神之一，海王波塞冬的妻子，所以也翻译成“海后”。
历史上，有过“Amphitrite”名称的船很多，大致上有英国商船8艘，英国皇家海军5艘，法国海军15艘，法国民用船若干艘，美国海军3艘。
法国炮船Amphitrité号是法国海军15艘同名系列中的第一艘，建造于1696年，建造地点为法国西部城市罗什福尔，这是地中海常见的帆桨兼用的500吨级轻型三桅船。最初当做商船建造，后来改为军事炮船，配备了30门炮，150名船员。

## 中国航行
法国炮船安菲特里忒号总共有过两次中国之行，分别在1698－1700年和1701－1703年，都是被耶稣会征用，执行运送为法国国王路易十四充当信使和传教活动的神职人员。由拉·洛克骑士（Chevalier de la Roque）指挥。
第一次航行：1698年3月6日从法国西部城市拉罗谢尔出发，载有耶稣会教士白晋（Joachim Bouvet，1656－1730年），这是他的第二次中国之旅，带着7名传教士和几个艺术家同行。航船绕过好望角，经马六甲海峡，于当年10月5日到达中国广东的上川岛。
法国航行家弗朗索瓦·弗洛杰（François Froger，1676－约1715年）做了全程航海记录，后来被英国牛津大学女王学院教师萨克斯·巴尼斯特（Saxe Bannister）翻译成英语，于1859年由Thomas Cautley Newby出版社在英国伦敦出版发行，书名为《首个派驻中国的法国使节的旅行日志》（A Journal of the First French Embassy to China, 1698-1700）。
书中记录了航船在艰难驶过险滩区后看到了西沙群岛中的永乐群岛，当时名称为“眼镜滩”。

1770年，英国航海水文学家达尔林普尔在阅读了Amphitrite号航行资料后，在海图上用“Amphitrite”取代旧的名称“三角区”（Triangle），其位置在今天的西沙群岛的永乐群岛。

第二次航行：1701年3月－1703年8月，运送耶稣会高级教士洪若翰（Jean de Fontaney，1643－1710年）和9个新传教士由法国到达中国广州，1703年8月17日返回法国布雷斯特（Brest）港。
1713年，该船毁于一场大火。